# Глобинский маслосыродельный завод
Глобинский маслосыродельный завод — предприятие пищевой промышленности в городе Глобино Глобинского района Полтавской области Украины.

## История
Маслодельный завод был построен в райцентре Глобино в соответствии с первым пятилетним планом развития народного хозяйства СССР и введён в эксплуатацию в 1929 году, его основной продукцией изначально являлось сливочное масло.
К 1941 году завод производил 300 центнеров сливочного масла в год, а также сыр, брынзу, казеин, мороженое и другие молочные продукты.
В ходе Великой Отечественной войны с 13 сентября 1941 до 26 сентября 1943 года Глобино было оккупировано немецкими войсками. В соответствии с тактикой "выжженной земли", перед отступлением гитлеровцы полностью разрушили маслозавод и другие промышленные предприятия райцентра и подожгли жилые дома. 
Восстановление маслозавода началось сразу же после освобождения райцентра и уже в 1944 году он вновь начал перерабатывать молоко и выпускать сливочное масло.
В 1964 году завод произвёл молочных продуктов на сумму 3,045 млн. рублей (в том числе, 10 230 центнеров сливочного масла), в 1965 году - на сумму свыше 3,12 млн. рублей (в том числе, свыше 11 500 центнеров масла).
По состоянию на 1967 год, продукция маслозавода продавалась далеко за пределами области, её поставляли в Москву, Ленинград, Симферополь, Полтаву, Донецк и другие города. В 1969 году завод получил автономный источник водоснабжения - была пробурена артезианская скважина глубиной 113 метров к водоносному слою.
В целом, в советское время маслозавод входил в число ведущих предприятий райцентра.
После провозглашения независимости Украины завод перешёл в ведение министерства сельского хозяйства и продовольствия Украины.
В мае 1995 года Кабинет министров Украины утвердил решение о приватизации завода, в дальнейшем государственное предприятие было преобразовано в открытое акционерное общество, позднее оно было реорганизовано в общество с ограниченной ответственностью.
В 2006 году завод начал производство твёрдых сыров.

## Современное состояние
Владельцем предприятия является группа компаний "Глобино" (маслосыродельный завод и обеспечивающая его молоком молочная ферма входят в состав отдельного структурного подразделения). Производственные мощности завода обеспечивают возможность переработки свыше 150 тонн молока в сутки.